# Cem

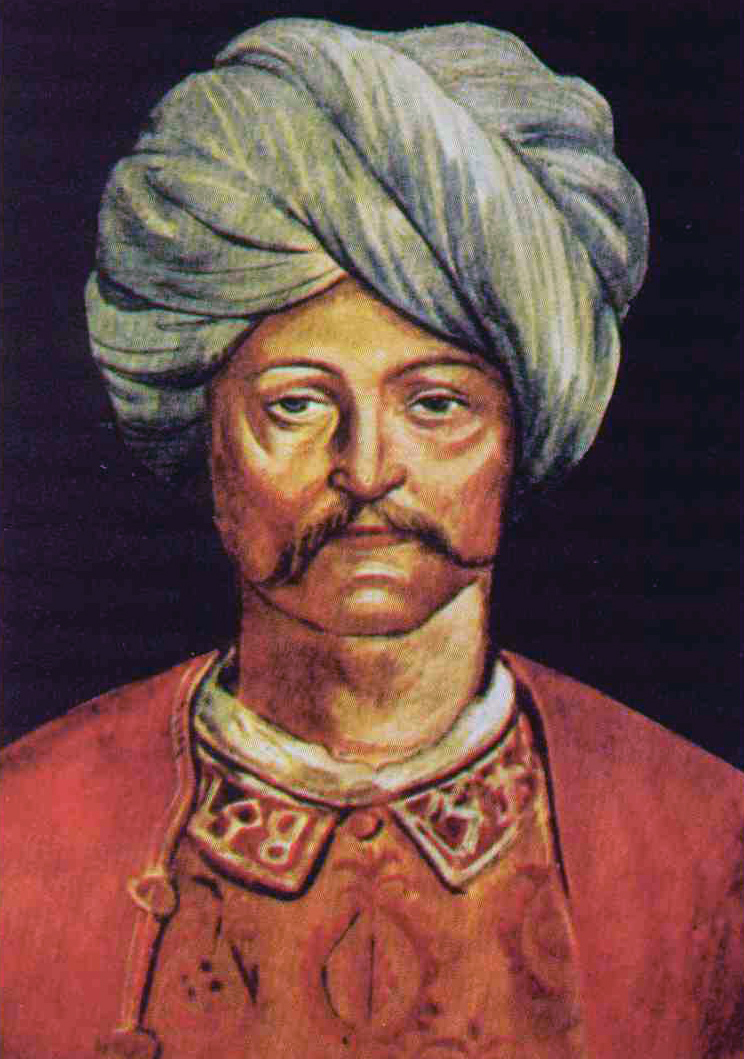
Prins Cem door Pinturicchio

Prins Cem of Cem Sultan ofwel Zizim (Nederlandse uitspraak: Djem), (22 december 1459 – Capua, 25 februari 1495) was troonpretendent van de Ottomaanse troon in de 15e eeuw.

## Biografie

### Vroege leven
Cem was de derde zoon van Mehmed II de Veroveraar en een concubine, waarvan gezegd wordt dat het een Servische prinses was. In tegenstelling tot zijn oudere broers Bayezid II en Mustafa werd Cem opgevoed aan het hof van zijn vader. Cem genoot een goede opleiding, onder meer in geografie, geschiedenis, literatuur en natuurwetenschappen. Al op 8-jarige leeftijd werd Cem benoemd tot gouverneur van Kastamonu in Anatolië. Toen hij in 1472 door zijn vader als regent was aangesteld, omdat deze ten strijde trok met zijn twee oudste zonen, ging aan het einde van dat jaar het gerucht, dat de sultan en zijn twee zonen omgekomen zouden zijn. Hierop werd Cem uitgeroepen tot de nieuwe sultan. In 1473 keerde zijn vader echter terug, waarop Cem besloot te vluchten voor de woede van zijn vader. Deze vergaf zijn zoon echter.

### Troonpretendent en gevangene
Na de dood van zijn vader op 3 mei 1481 trachtte de grootvizier Karamani Mehmet Pasha Cem naar voren te schuiven als de nieuwe sultan van het rijk. Hij baseerde zich op de veronderstelling dat dit ook de wens geweest zou zijn van Mehmed II. Door de tussenkomst van de Janitsaren, die Istanboel binnentrokken en de grootvizier om het leven brachten, werd Bayezid opgeroepen zich te haasten naar de hoofdstad om daar de troon voor zichzelf op te eisen. In de tussentijd werd Bayezids zoon, prins Korkud -11 jaar oud- aangesteld als regent voor zijn vader.
Na de troonsbestijging van Bayezid besloot Cem ten strijde te trekken tegen zijn broer en trok met een leger op naar de stad Inegöl, die veroverd werd. Op 28 mei 1481 riep Cem zichzelf uit tot Sultan van Anatolië, waarbij hij de stad Bursa als hoofdstad aanwees. Een voorstel van Cem aan zijn broer om het rijk tussen beiden op te splitsen deed Bayezid besluiten op te trekken naar Bursa. De strijd werd door Cem verloren en hij vluchtte hierop naar Egypte.

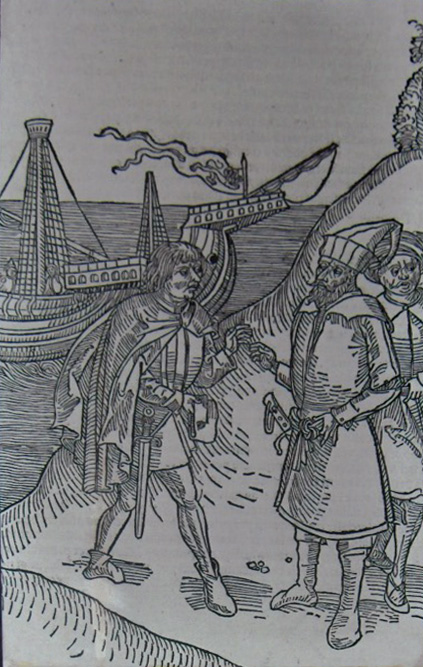
Prins Cem vraagt steun aan Pierre d'Aubusson

Nadat hij een verzoeningsvoorstel van zijn broer had afgewezen (1 miljoen akçes voor het afzien van de troon) trok Cem opnieuw ten strijde maar werd al snel gedwongen zich met zijn troepen terug te trekken. Daar de wegen naar Egypte onder controle waren van Bayezid, vroeg Cem bescherming bij Pierre d'Aubusson, grootmeester van de orde van Malta, die hem uitnodigde naar Rhodos te komen.
Hoewel hij aanvankelijk op Rhodos als gast werd ontvangen, waarbij Cem een toezegging deed om een vrede te bewerkstelligen tussen het Ottomaanse Rijk en het christendom indien hij sultan zou worden, werd Cem door verraad een gevangene van de orde van Malta; Bayezid had de orde een groot geldbedrag toegezegd indien zij Cem gevangen zouden houden.
Later werd Cem naar het privékasteel van Pierre d’Aubusson in Frankrijk gestuurd, waarvoor de sultan een jaarlijkse bijdrage in goud betaalde als vergoeding voor gemaakte kosten. In 1486 werd Cem overgebracht naar het Vaticaan, waar hij onder de hoede werd geplaatst van de paus. Als dank werd Pierre d’Aubusson door de paus verheven tot kardinaal. Afgezien van de geldelijke beloning in goud gebruikte paus Innocentius VIII zijn gevangene als pion in zijn plan voor een kruistocht tegen de Ottomanen, maar hij vond hiervoor geen steun bij de Europese monarchen. Richting Bayezid werd Cem een afschrikmiddel, doordat de paus dreigde Cem vrij te laten indien de sultan campagnes zou ondernemen tegen christelijke landen.

### Overlijden
Nadat Karel VIII van Frankrijk Italië was binnengevallen en de stad Rome had veroverd nam hij ook op 27 januari 1495 Cem gevangen en stond hij op het punt de prins naar Frankrijk te sturen. Cem werd echter ziek en stierf in Capua op 25 februari 1495. Pas vier jaar na zijn dood werd het stoffelijk overschot overgedragen aan de Ottomanen, die Cem uiteindelijk begroeven in Bursa.
Over de dood van prins Cem wordt gezegd, dat hij door vergiftiging om het leven zou zijn gekomen. Namen van paus Alexander VI, Lucrezia Borgia maar ook van zijn eigen broer Bayezid II worden hierbij genoemd.